# Kontraktstjänare

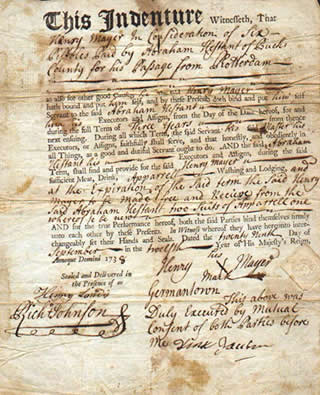
Kontrakt påskrivet med "X" av Henry Meyer 1738.

Kontraktstjänare var en anställd som enligt avtal arbetade under en tidsperiod, för mat, husrum och andra förnödenheter, utan lön. Systemet var vanligt bland fattiga utvandrare till kolonier under tidigmodern tid. Vanligtvis skrev fadern under avtalen och papperen.